# Casa Velha
Casa Velha é um romance de Machado de Assis, publicado em folhetins na revista carioca A Estação, de janeiro de 1885 a fevereiro de 1886.
A primeira edição saiu em livro somente em 1943, graças aos esforços da crítica literária Lúcia Miguel Pereira. A edição contou com introdução crítica da estudiosa e ilustrações de Santa Rosa.
Embora tenha sido publicado na fase dita realista do autor, supõe-se que Machado de Assis tenha aproveitado material não-publicado de sua fase romântica. A obra permaneceu no esquecimento durante décadas, até ser resgatada por John Gledson, em "Machado de Assis - ficção e história".

## Enredo
O texto não tem tempo de discurso revelado; porém, o tempo de diegese se passa nos anos de 1838 e 1839. Com o fim de escrever um livro sobre a história do Primeiro Reinado, um cônego procura conhecer uma casa onde morou um ex-ministro, na qual havia papéis que o ajudariam na sua pesquisa.
Durante esta pesquisa, o cônego tornou-se grande amigo da família, ficando íntimo dela, inclusive. Deste modo, vê na amizade de Félix - filho da dona da casa, D. Antônia - e Lalau - praticamente, agregada da casa - uma possível paixão. No desenrolar da trama, descobre que sua observação estava correta e os dois realmente se amavam.
Contudo, esta união não era possível, pois D. Antônia, embora considerasse Lalau como filha, não aceitava que eles ficassem juntos devido à relação social de ambos. Para fim de obter a separação do casal, D. Antônia chegou a pedir ao cônego que levasse seu filho, Félix, para conhecer a Europa (tendo como desculpa a formação pessoal deste). A derradeira tentativa de D. Antônia foi a de revelar - falsamente - que Lalau era filha do falecido ministro, pai de Félix.
Com esta revelação, há grande espanto por parte de todos, inclusive do padre, que, então, ajuda D. Antônia a separar o casal; para isto, ele revela a ambos a paternidade de Lalau. Ao revelar esta falsa verdade à tia de Lalau - com quem esta morava devido a morte de seus pais na sua infância -, ela lhe revela a verdade, que o verdadeiro pai de Lalau não era o ex-ministro; mas diz, também, que houve relação deste com a mãe de Lalau gerando um filho que morreu aos 2 meses de idade.
O cônego, portanto, vai ter com D. Antônia, esta diz que realmente inventara a paternidade, e que, inclusive, não desconfiara jamais de traição por parte do marido. E que descobrindo isto da forma como descobriu, viu que deveria cumprir pena por ter feito revelação em falso. Segundo ela, parte da pena estava cumprida (descobrir-se traída), a outra metade seria casar seu filho com Lalau.
Com esta notícia, o cônego sente-se muito alegre, embora um pouco triste pelo fato de ter feito a traição ser revelada; ao contatar os principais envolvidos na história, o cônego tem uma surpresa ao perceber que Lalau não se casaria com Félix do mesmo modo. Esta não tem sua ideia mudada mesmo por intervenção de sua tia, Félix, e nem D. Antônia.
Félix e Lalau casam-se com outras pessoas, sendo este o fecho do livro: "Se ele e Lalau foram felizes, não sei; mas foram honestos, e basta."  O livro implica uma linguagem perfeitamente correta narrado em primeira pessoa.